# Nederlandse kooikerhondje
Nederlandse kooikerhondje, även kallad kooiker, är en hundras från Nederländerna. Den är en typ av spaniel och räknas något oegentligt till de stötande hundarna, men är framförallt en sportig sällskapshund.

## Historia
Kooikerhondjen har fått sitt namn efter en särskild fälla, eendenkooi, som användes vid andjakt. Kooikerns hade ett speciellt jaktsätt, liknande det som nova scotia duck tolling retriever har. Hundens uppgift var att leka i strandkanden för att locka ändernas nyfikenhet. Hundar som liknar kooikerhondje har identifierats på målningar av Jan Steen (1626-1679) och Johannes Vermeer (1632-1675).
Vid början av 1900-talet var rasen närmast utdöd. 1939 inledde en friherrinna ett restaureringsarbete och lät inventera rastypiska hundar som dock inte var förmodat renrasiga. 1942 föddes den första kullen. Inte förrän 1966 erkändes rasen av den nederländska kennelklubben Raad van Beheer op Kynologisch Gebied in Nederland. Fem år senare, 1971, blev rasen erkänd av Fédération Cynologique Internationale (FCI).
Rasen kom till Sverige 1994 och nu finns här drygt 450 hundar. I Finland är den vanligare och används där ofta till agility, bland annat har en finsk kooiker blivit världsmästare i agility. I Nederländerna finns det cirka 10 000 kooikrar.

## Egenskaper
Kooikern är pigg, aktiv, intelligent och lättlärd. Mentaliteten varierar inom rasen. Det är en hund som tål kyla och vatten bra. Den brukar inte vara speciellt skällig och är ofta ointresserad av främmande människor och hundar. För att trivas kräver kooikern ordentlig aktivering. Kooikern är en väldigt mångsidig hund som kan användas till agility, freestyle, lydnad eller bruksprov.

## Utseende
Kooikerhondje är en liten rektangulär hund som bär huvudet högt. Pälsen är medellång och vit med orangeröda fläckar. Pälsen är ganska lättskött, endast regelbunden borstning behövs, speciellt under fällningsperioderna.

## Hälsa
Kooikern blir relativt gammal, i genomsnitt 13 år.[källa behövs] Den har få medfödda sjukdomar och är en relativt frisk ras. 